# Morir en España
Morir en España és una pel·lícula documental espanyola del 1965 dirigida per Mariano Ozores amb un guió dels notoris franquistes José María Sánchez-Silva y García-Morales i Rafael García Serrano. Fou un encàrrec fet per les autoritats franquistes per tal de contrarestar i oferir una resposta a Mourir à Madrid de Frédéric Rossif, però fou tan poc reeixida com l'anterior Por qué morir en Madrid d'Eduardo Manzanos, ja que les autoritats franquistes el consideraren finalment de baixa qualitat i políticament inoportú.

## Sinopsi
El documental fa una evocació de la història d'Espanya des dels darrers moments de la monarquia d'Alfons XIII d'Espanya, la proclamació de la Segona República Espanyola amb invectives grolleres contra Manuel Azaña i exaltant José Antonio Primo de Rivera, les gestes del bàndol franquista durant la guerra civil espanyola i, ja en la postguerra, la construcció del santuari del Valle de los Caídos. La veu del narrador és la de Rafael Arcos i s'utilitza força material d'arxiu.

## Premis
Malgrat els decebedors resultats posteriors als Premis del Sindicat Nacional de l'Espectacle de 1965 va rebre el segon premi de 250.000 pessetes.